# Suddenly Twenty
Pour plus de détails, voir Fiche technique et Distribution.
Suddenly Twenty (20 ใหม่ ยูเทิร์นวัย หัวใจรีเทิร์น, 20 Mai Yu Thoen Wai Huachai Rithoen) est un film comique thaïlandais de Araya Suriharn, sorti en 2016.
C'est un remake du film coréen de 2014 Miss Granny.

## Synopsis
Parn est une vieille dame de près de soixante-dix ans très obstinée. Son seul plaisir dans la vie est de se vanter de la réussite de son fils qui est devenu professeur. Un jour, elle apprend que son fils prévoit de l'envoyer dans une maison de retraite. Elle erre en état de choc, de stupeur et de déception. Attirée par une lumière étrange, elle entre chez un photographe et se fait prendre en photo après s'être maquillée. Mais quand elle part, elle est stupéfaite en voyant son reflet : peau claire et souple, silhouette élancée... Elle est redevenue une jeune femme de 20 ans ! Constatant que personne ne la reconnait, elle profite de cette seconde vie que lui apporte sa nouvelle jeunesse...

## Fiche technique
- Titre : Suddenly Twenty
- Titres alternatifs : 20 ใหม่ ยูเทิร์นวัย หัวใจรีเทิร์น (20 Mai Yu Thoen Wai Huachai Rithoen)
- Scénario : Nataporn Rattanachaiwong et Chalanan Soijumpa
- Musique : Amornbhong Methakunavudh
- Photographie : Phaklao Jiraungkoonkun
- Montage : Manop Boonwipas
- Production : Songpol Wongkondee et Choi Yeonu
- Société de production : CJ Major Entertainment
- Pays :  Thaïlande
- Genre : Comédie romantique et fantastique
- Durée : 90 minutes
- Sortie : 2016

## Distribution
- Davika Hoorne : Parn rajeunie, belle femme de 20 ans (ปานวาด/ป่าน (วัยสาว))
- Neeranuch Patamasood : Mémé Parn (Granny Parn âgée) (ปานวาด/ย่าปาน (วัยชรา))
- Rong Kaomookadee : Pépé Chian (ปู่เชียร)
- Saharat Sangkapricha (Saharat Sangkapreecha) : Nut (นัท)
- Kritsanapoom Pibulsonggram[2] (Jaylerr [9+9] / เจเจ กฤษณภูมิ พิบูลสงคราม / Jayjay Kritsanapoom Pibulsonggram) : Boom (บูม)
- Jirawat Vachirasarunpatra : Phong (พงษ์)